# لورنزو فرتیتا
لورنزو فرتیتا (به انگلیسی Lorenzo Fertitta) (زاده ۳ ژانویه ۱۹۶۹) سرمایه‌گذار، کارآفرین و بشردوست اهل ایالات متحده آمریکا است. او رئیس شرکت فرتیا کپیتال و مدیر شرکت رد راک ریسورس می‌باشد. ثروت او در سال ۲۰۱۶ تقریباً ۲ میلیارد دلار تخمین زده شده‌است.

## فعالیت‌های نیکوکاری
فرتیتا تاکنون چندین نهاد خیریه ایجاد کرده‌است از جمله یک بیمارستان در لاس وگاس و یک مرکز سلامت مغز. پرداخت ۱۰ میلیون دلار کمک مالی به سازمان ملل برای تأمین امکانات یک باشگاه فوتبال به اسم مجتمع فوتبال فرتیتا به مساحت ۷۳ هزار فوت از دیگر فعالیت‌های نیکوکاری اوست. او در طول عمرش فعالیت‌های زیادی انجام داده‌است.